# 索舍勒市镇
索舍勒市镇（瑞典語：Sorsele kommun）是瑞典北部西博滕省的一个市镇。其治所位于索舍勒。